# Zhongshan-Park (Peking)

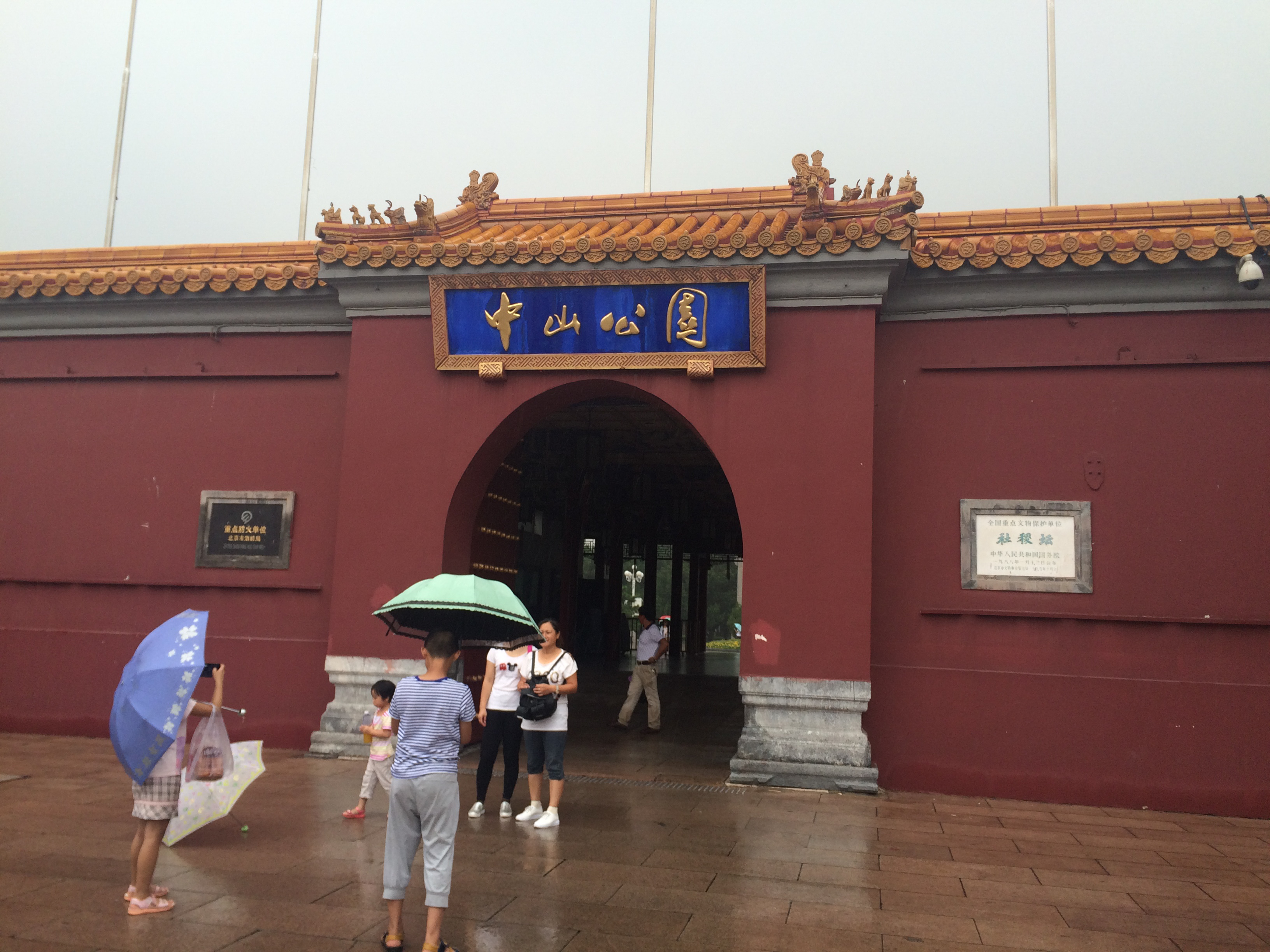
Eingangstor

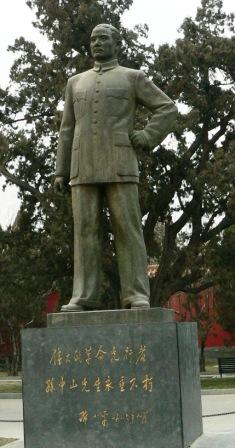
Statue von Sun Yat-sen im Park

Der Zhongshan-Park (chinesisch 中山公园, Pinyin Zhōngshān gōngyuán) ist ein ehemaliger kaiserlicher Park südlich der Verbotenen Stadt, nordwestlich des Tian'anmen im Zentrum von Peking. Seinen heutigen Namen erhielt er 1928 zu Ehren von Sun Yat-sen (Sun Zhongshan).

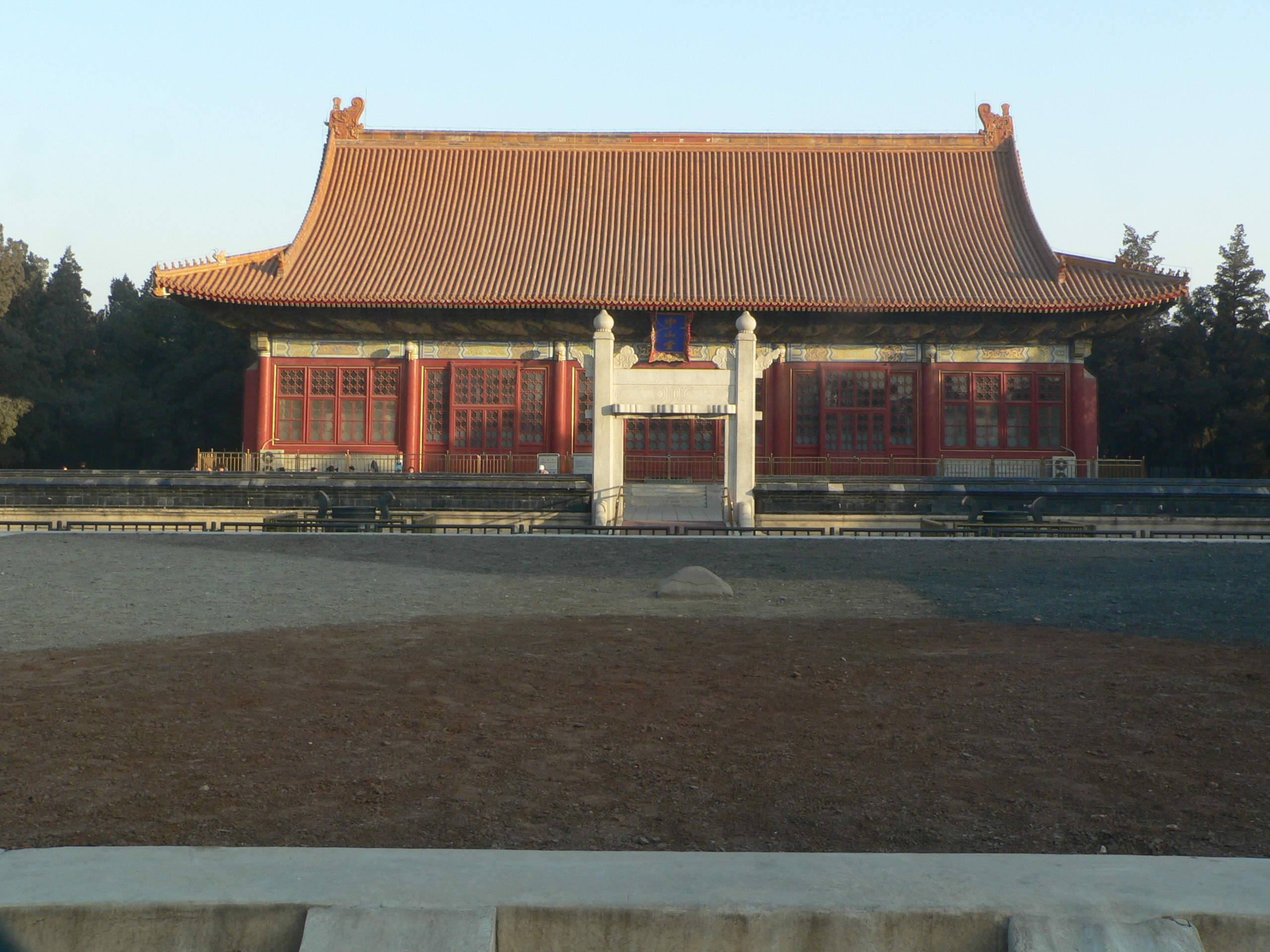
Erntealtar

In dem Video für den bekannten Feature Song Beijing huanying ni  (chinesisch 北京欢迎你, Pinyin Běijīng huānyíng nǐ – „Peking heißt Dich willkommen!“) für den 100-Tage-Countdown der Olympischen Sommerspiele 2008 in Peking ist die Sängerin Karen Mok (莫文蔚) aus Hongkong dort am Erntealtar (Shejitan 社稷坛) mit Erde in fünf Farben (wusetu 五色土) zu sehen.
Der Erntealtar steht seit 1988 auf der Liste der Denkmäler der Volksrepublik China (3-81).